# دوق بارما

شعار أسرة بوربون-بارما

تحتوى القائمة على دوقات بارما بحيث كان لقب تاريخي لدوقية كانت في شمال إيطاليا، بحيث شملت دوقات من بين 1545 حتى 1802، ومرة أخرى من 1814 إلى 1859.
أيضا حمل دوق بارما لقب دوق بياتشينزا باستثناء السنوات الأولى من حكم أوتافيو فارنيزي (1549-1556)، وأثناء الحروب النابليونية بحيث كانت منفصلتين وحُكمت من قبل شخصين مختلفتين، وأيضا دوق بارما حمل لقب دوق غاستالا من 1735 (عندما استقطعها كارل السادس، إمبراطور روماني مقدس من مودينا) حتى 1847 (عندما تم تنازلت عنها لمودينا) وأيضا استقطعها نابليون لـ شقيقته بولين التي أصبحت دوقة غاستالا وفاريلا.
يطالب حالياً أحد أفراد العائلة المالكة السابقة آل بوربون-بارما العرش الإسباني أيضا، ولذلك فإن المطالب الحالي لدوقية بارما هو مطالب شرعي وإن لم يكن ملكاً لـ مملكة إسبانيا، في الواقع كان المتظاهر الأخير لعرش بارمي، الراحل كارلو هوغو ، أيضا كان متظاهر للعرش الاسباني في فترة السبعينيات القرن العشرين (انظر كارلية).

## حكام دوقات بارما (1545–1802)

### أسرة فارنيزي 1545–1731
| الدوق                                           | الصورة | الميلاد                                                                                                  | الزواج | الوفاة                                   |
| ----------------------------------------------- | ------ | --- | --- | ---------------------------------------- |
| بيير لويجي 16 سبتمبر 1545 – 10 سبتمبر 1547      |        | 19 نوفمبر 1503 روما ابن الكاردينال ألساندرو فارنيزي (في المستقبل بابا بولس الثالث) واحتمال سيلفيا روفيني | جيرولاما أورسيني 1519 روما 4 أبناء | 10 سبتمبر 1547 بياتشنزا العمر 43         |
| أوتافيو 9 نوفمبر 1549 – 18 سبتمبر 1586          |        | 9 أكتوبر 1524 فالينتانو ابن بيير لويجي وجيرولاما أورسيني                                                 | مارغريت هابسبورغ 4 نوفمبر 1538 روما ابنين | 18 سبتمبر 1586 بارما العمر 61            |
| ألساندرو 18 سبتمبر 1586 – 3 ديسمبر 1592         |        | 27 أغسطس 1545 روما ابن أوتافيو فارنيزي ومارغريت هابسبورغ                                                 | انفانتا ماريا من البرتغال 11 نوفمبر 1565 بروكسل 3 أبناء                                                                                                | 3 ديسمبر 1592 سانت واست, هولندا العمر 47 |
| رانوتشيو الأول 3 ديسمبر 1592 – 5 مارس 1622      |        | 28 مارس 1569 بارما ابن ألساندرو فارنيزي وماريا من البرتغال                                               | مارغريتا ألدوبرانديني 7 مايو 1600 روما 9 أبناء | 5 مارس 1622 بارما العمر 52               |
| إدواردو 5 مارس 1622 – 11 سبتمبر 1646            |        | 28 أبريل 1612 بارما ابن رانوتشيو الأول ومارغريتا ألدوبرانديني                                            | مارغريتا دي ميديشي 11 أكتوبر 1628 فلورنسا 4 أبناء | 11 سبتمبر 1646 بياتشنزا العمر 34         |
| رانوتشيو الثاني 11 سبتمبر 1646 – 11 ديسمبر 1694 |        | 17 سبتمبر 1630 كاسالماجيور ابن إدواردو فارنيزي ومارغريتا دي ميديشي                                       | (1) مارغريتا دي سافوي 29 أبريل 1660 تورينو ابنين (2) إيزابيلا دي مودينا 18 فبراير 1664 مودينا 3 أبناء (3) ماريا دي مودينا 1 أكتوبر 1668 مودينا 9 أبناء | 11 ديسمبر 1694 بارما العمر 64            |
| فرانشيسكو 11 ديسمبر 1694 – 26 مايو 1727         |        | 19 مايو 1678 بارما ابن رانوتشيو الثاني وماريا دي مودينا                                                  | دوروثيا صوفي من نيوبورغ 26 فبراير 1727 بارما ليس لديهم أبناء                                                                                           | 26 مايو 1727 بياتشنزا العمر 49           |
| أنطونيو 26 فبراير 1727 – 20 يناير 1731          |        | 29 مايو 1679 بارما ابن رانوتشيو الثاني وماريا دي مودينا                                                  | إنريشيتا دي إستي 20 يناير 1727 بارما ليس لديهم أبناء                                                                                                   | 20 يناير 1731 بارما العمر 49             |

### أسرة بوربون 1731–1735
| دوق                                        | الصورة  | الميلاد                                                             | الزواج                                         | الوفاة                        |
| ------------------------------------------ | ------- | ------------------------------------------------------------------- | ---------------------------------------------- | ----------------------------- |
| كارلو الأول 29 ديسمبر 1731 – 3 أكتوبر 1735 | Charles | 20 يناير 1716 مدريد ابن فيليب الخامس ملك إسبانيا و إليزابيث فارنيزي | ماريا أماليا من ساكسونيا 19 يونيو 1738 13 ابناً | 14 ديسمبر 1788 مدريد العمر 72 |

### أسرة هابسبورغ 1735–1748
| الدوق                                                  | الصورة | الميلاد                                                                                    | الزواج                                                                | الوفاة                        |
| ------------------------------------------------------ | ------ | ------------------------------------------------------------------------------------------ | --------------------------------------------------------------------- | ----------------------------- |
| الإمبراطور كارلو السادس 3 أكتوبر 1735 – 20 أكتوبر 1740 |        | 1 أكتوبر 1685 فيينا ابن ليوبولد الأول، إمبراطور روماني مقدس و إليونور ماغدالينا من نيوبورغ | إليزابيث كريستين من براونشفايغ-فولفنبوتل 1 أغسطس 1708 برشلونة 4 أبناء | 20 أكتوبر 1740 فيينا العمر 55 |
| ماريا تيريزا 20 أكتوبر 1740 – 18 أكتوبر 1748           |        | 13 مايو 1717 فيينا ابنة إمبراطور كارل السادس وإليزابيث كريستين من براونشفايغ-فولفنبوتل     | فرانسيس الأول، إمبراطور روماني مقدس 12 فبراير 1736 16 ابناً            | 29 نوفمبر 1780 فيينا العمر 63 |

### أسرة بوربون-بارما 1748–1802
| الدوق                                  | الصورة | الميلاد                                                            | الزواج                                                | الوفاة                           |
| -------------------------------------- | ------ | ------------------------------------------------------------------ | ----------------------------------------------------- | -------------------------------- |
| فيليب 18 أكتوبر 1748 – 18 يوليو 1765   |        | 15 مارس 1720 مدريد ابن فيليب الخامس ملك إسبانيا و إليزابيث فارنيزي | أميرة لويز إليزابيث من فرنسا 25 أكتوبر 1739 3 أبناء   | 18 يوليو 1765 ألساندريا العمر 45 |
| فرديناند 18 يوليو 1765 – 9 أكتوبر 1802 |        | 20 يناير 1751 بارما ابن فيليب ولويز إليزابيث من فرنسا              | أرشيدوقة ماريا أماليا من النمسا 19 يوليو 1769 7 أبناء | 9 أكتوبر 1802 فونتيفيفو العمر 51 |

## حامل اللقب دوق بارما (1808–1814)
في الواقع لم يحكموا بارما و بياتشنزا, بل كان مجرد اللقب فخري قدم من قبل نابليون بونابرت في 1808.
| الدوق                                | الصورة | الميلاد                                                           | الزواج    | الوفاة                     |
| ------------------------------------ | ------ | ----------------------------------------------------------------- | --------- | -------------------------- |
| جان جاك ريجيس دي كامباسيرس 1808–1814 |        | 18 أكتوبر 1753 مونبلييه ابن جان أنطواندي كامباسيرس ولويز روز فاسل | غير متزوج | 8 مارس 1824 باريس العمر 70 |

## حكام دوقات بارما (1814–1859)

### أسرة هابسبورغ-لورين, 1814–1847
| الدوقة                                   | الصورة | الميلاد                                                                               | الزواج | الوفاة                        |
| ---------------------------------------- | ------ | ------------------------------------------------------------------------------------- | --- | ----------------------------- |
| ماري لويز 11 أبريل 1814 – 17 ديسمبر 1847 |        | 12 ديسمبر 1791 فيينا ابنة فرانتس الأول إمبراطور النمسا وماريا تيريزا من نابولي وصقلية | (1) نابليون الأول إمبراطور فرنسا 1 أبريل 1810 اللوفر ابن (2) آدم ألبرت، كونت فون نيبيرغ 7 سبتمبر 1821 بارما 3 أبناء (3) كارلو رينيه، كونت بومبيلس بارما 17 فبراير 1834 ليس لديهم أبناء | 17 ديسمبر 1847 بارما العمر 56 |

- نابليون فرانشيسكو جيوزبي كارلو بونابرت، هو ابن ماري لويز ونابليون الأول من فرنسا كان في وقت لاحق على خط الخلافة، ولكن لم يصبح دوق بارما أبداً.

### أسرة بوربون-بارما, 1847–1859
| الدوق                                      | الصورة | الميلاد                                                                 | الزواج                                                                                              | الوفاة                           |
| ------------------------------------------ | ------ | ----------------------------------------------------------------------- | --------------------------------------------------------------------------------------------------- | -------------------------------- |
| كارلو الثاني 17 ديسمبر 1847 – 17 مايو 1849 |        | 22 ديسمبر 1799 مدريد ابن لويس الأول ملك إتروريا وماريا لويزا، دوقة لوكا | ماريا تيريزا من سافوي 5 سبتمبر 1820 ابنين                                                           | 16 أبريل 1883 نيس العمر 84       |
| كارلو الثالث 17 مايو 1849 – 27 مارس 1854   |        | 14 يناير 1823 بيانور ابن كارلو الثاني وماريا تيريزا من سافوي            | لويز ماري تيريز من فرنسا 10 نوفمبر 1845 4 أبناء                                                     | 27 مارس 1854 بارما العمر 31      |
| روبرت الأول 27 مارس 1854 – 9 يونيو 1859    |        | 9 يوليو 1848 فلورنسا ابن كارلو الثالث ولويز ماري تيريز من فرنسا         | (1) ماريا بيا دي الصقليتين 5 أبريل 1869 12 ابناً (2)ماريا أنطونيا من البرتغال 15 أكتوبر 1884 12 ابناً | 16 نوفمبر 1907 فياريدجو العمر 63 |

## مدعو اللقب (1859 - حتى الآن)
فقدت الأسرة الدوقية أثناء حرب الاستقلال الإيطالية الثانية عام 1859، ومع ذلك الأسرة بوربون-بارما تطالب بالعرش حتى الآن.
| الدوق                                         | الصورة | الميلاد                                                                            | الزواج                                                                                               | الوفاة                           |
| --------------------------------------------- | ------ | ---------------------------------------------------------------------------------- | --- | -------------------------------- |
| روبرت الأول دي بارما 1859–1907                |        | 9 يوليو 1848 فلورنسا ابن كارلو الثالث، دوق بارما ولويز ماري تيريز من فرنسا         | (1) ماريا بيا دي الصقليتين 5 أبريل 1869 12 ابناً (2) ماريا أنطونيا من البرتغال 15 أكتوبر 1884 12 ابناً | 16 نوفمبر 1907 فياريدجو العمر 63 |
| إنريكو دي بوربون-بارما 1907–1939              |        | 13 يونيو 1873 فارتيغ ابن روبرت الأول دوق بارما و ماريا بيا دي الصقليتين            | غير متزوج                                                                                            | 16 نوفمبر 1939 بيانور العمر 66   |
| جيوزيبي دي بوربون-بارما 1939–1950             |        | 30 يونيو 1875 بياريتز ابن روبرت الأول دوق بارما وماريا بيا دي الصقليتين            | غير متزوج                                                                                            | 7 يناير 1950 بيانور العمر 75     |
| إليا دي بوربون-بارما 1950–1959                |        | 23 يوليو 1880 بياريتز ابن روبرت الأول دوق بارما وماريا بيا دي الصقليتين            | ماريا آنا من النمسا 25 مايو 1903 فيينا 8 أبناء                                                       | 27 يونيو 1959 فريدبيرغ العمر 79  |
| روبرت (الثاني) أوغو دي بوربون-بارما 1959–1974 |        | 7 أغسطس 1909 فايلبورغ ابن إليا، دوق بارما وماريا آنا من النمسا                     | غير متزوج                                                                                            | 25 نوفمبر 1974 فيينا العمر 65    |
| كزافييه دي بوربون-بارما 1974–1977             |        | 25 مايو 1889 فياريدجو ابن روبرت الأول دوق بارما وانفانتا ماريا أنطونيا من البرتغال | مادلين دي بوربون-بوسيت 12 نوفمبر 1927 ليغنير 6 أبناء                                                 | 7 مايو 1977 زيزرز العمر 87       |
| كارلو (الرابع) أوغو دي بوربون-بارما 1977–2010 |        | 8 أبريل 1930 باريس ابن كزافييه ومادلين دي بوبون-بوسيت                              | إيرين من هولندا 29 أبريل 1964 روما 4 أبناء                                                           | 18 أغسطس 2010 برشلونة العمر 80   |
| كارلو (الخامس) دي بوربون-بارما منذ 2010       |        | 27 يناير 1970 نايميخن ابن كارلو أوغو وإيرين من هولندا                              | أنيمار غوالثير فان فيزل 12 يونيو 2010 فايك باي ديورستيده (مدني) 3 أبناء                              | -                                |